# ثمانية الفصح
ثمانية الفصح أو أُثمون الفصح أو أسبوع الفصح هو مدة من ثمانية أيام تبدأ في أحد الفصح أو القيامة وتنتهي يوم الأحد التالي وهو يمثل بداية موسم الفصح في الكنائس المسيحية التي تحتفل به. تُعرف الأيام السبعة الأولى من هذه الأيام الثمانية مجتمعة باسم أسبوع الفصح.

## التسيمة
- أُثمون كلمة مولدة من الجذر ث.م.ن للرقم ثمانية على وزن أُفعول مثل أسبوع.
- يُلطق على هذا المدة أيضًا أسبوع الفصح مجازًا.